# Scaphidysderina pagoreni
Espèce
Scaphidysderina pagoreni est une espèce d'araignées aranéomorphes de la famille des Oonopidae.

## Distribution
Cette espèce est endémique du Pérou. Elle se rencontre dans les régions de Cuzco et de Madre de Dios.

## Description
Le mâle holotype mesure 2,00 mm et la femelle 2,18 mm.

## Étymologie
Cette espèce est nommée en référence au lieu de sa découverte, Pagoreni.

## Publication originale
- Platnick & Dupérré, 2011 : The Andean goblin spiders of the new genus Scaphidysderina (Araneae, Oonopidae), with notes on Dysderina. American Museum Novitates, no 3712, p. 1-51 (texte intégral).